# سرجس بالميري
سرجس بالميري (الاسم العلمي: Sargassum palmeri) هو نوع من الطلائعيات يتبع جنس السرجس من الفصيلة السرجسية.